# LG 와인 스마트 재즈
LG 와인 스마트 재즈는 LG전자가 2015년 9월 22일에 출시한 폴더형 스마트폰이다. 전체적인 사양과 디자인은 LG전자가 군사용 통신지원기기로 제작하였다가 LG U+ 전용모델로 출시했던 LG젠틀과 모든 스펙이 동일하며, 색상만 변경하여 SKT와 KT공용모델로 출시한 모델이다. 전작인 LG 와인 스마트에 비해 성능이 다운그레이드 되었다.

## 운영 체제 / 소프트웨어

### 안드로이드 5.1 롤리팝
LG 와인 스마트 재즈는 5.1 롤리팝을 탑재하여 출시했다.
기기의 특성 상 선탑재된 안드로이드OS를 제외하고는 더 이상의 소프트웨어 업그레이드가 지원되지 않는다고 LG전자가 출시 당시 공식 입장을 표명한 바 있다.

## 특수 기능

### Q 버튼
와인스마트나 아이스크림 스마트에 적용되었던 카카오톡 전용키와 비슷하지만 역할이 카카오톡 실행에서 단축키로 바뀌었다. 짧게 누르면 지정된 앱이 나오고 길게 누르면 앱을 다시 지정할 수 있다.
[참고]삼성의 경쟁 기종인 갤럭시 폴더의 경우 '미디어 소셜 키'라는 이름으로 동일한 위치에 사용자 지정앱 핫키가 탑재되어 있다.

## 색상
- 브라운
- 베이지

## 같이 보기
- LG 와인스마트 (전작)
- LG 젠틀 (동일모델, LG U+전용모델)
- LG 스마트 폴더 (후작)

## 경쟁 기종
- 삼성 갤럭시 폴더 (1세대 모델)